# Hildur Liedberg
Hildur Mosslina Ansgaria Liedberg, född 2 mars 1868 i Växjö, var en svensk organist. Hon var elev vid Stockholms musikkonservatorium 1886–1889, och av Charles-Marie Widor och Georges MacMaster 1890–1891.
År 1904 utvandrade hon tillsammans med sina anhöriga till Gotha i Thüringen.